# Пуйи, Симон II де
Симон II де Пуйи (фр. Simon II de Pouilly; 1562 — 17 августа 1635, Луппи-ле-Шато), маркиз д'Эн, граф де Луппи — лотарингский государственный и военный деятель.

## Биография
Сын Никола-Симона де Пуйи, барона д'Эн, и Анн де Монтрёй.
Маркиз д'Эн, граф де Луппи двух замков (Louppi les deux châteaux), барон де Манонвиль, сеньор де Откур, Маланкур, Фабрье, Эгревиль, барон де Мандр с четырьмя башнями (Mandres aux quatre tours) и сеньор де Мон, близ Дёна (два последних владения приобрел за 40 тысяч ливров).
Полковник кавалерийского полка Пуйи (1610), сенешаль и маршал Барруа (1620), государственный и тайный советник герцога Генриха Лотарингского. 1 марта 1626 во главе лотарингской знати принял присягу Карла IV, провозглашенного герцогом в Нанси. Камергер герцогов Карла III, Франсуа, Генриха и Карла IV.
В 1604 году сменил своего отца в должности губернатора пограничной крепости Стене и руководил реконструкцией ее цитадели, проводившейся в 1600—1625 годах Гийо Русселем. После передачи крепости французам 2 июля 1632 удалился в свое владение Луппи, где перестроил замок в ренессансном стиле и устраивал охоту на волков в обширном лесу Нижнего Вавра.
31 января 1625 получил от Карла и Николи Лотарингских триста арпанов леса в массиве Шенуа, в возмещение за грабежи в его владении Эн, произведенные отрядами Мансфельда и принцев Буйонских. Кроме этого, герцог передал ему домениальные доходы (gruerie) с Жамецкого леса, а для строительства замка разрешил использовать рабочих, перестраивавших цитадель Стене.
В 1621 и 1632 годах основал две ярмарки в Бурже и еженедельный рынок. В 1627 году сеньория Луппи была возведена в ранг графства, 8 мая 1633 барония Эн стала маркизатом. Симон дал за двумя своими дочерями по 300 тысяч экю приданого, но его наследство, согласно акту о разделе, составляло всего 15 тысяч ливров.
Умер в своем замке Луппи, по-видимому, от чумы.

## Семья
Жена: Франциска Беерманн фон Ланех унд Унгенхайм (Франсуаза де Берман), из немецкой баронской фамилии. В браке было пять дочерей и три сына, но выжили только две дочери:
- Габриель-Анжелика (1607—?), графиня де Луппи, дама де Маланкур и Жювиньи. Муж 1) (23.09.1625): Бернар де Колиньи (ум. 1629), маркиз д'Андело и де Сен-Бри, губернатор Монтиньи-ле-руа, генеральный наместник Шампани, внук адмирала Колиньи; 2) (7.01.1630): Клод-Роже де Комменж (1604—1655), маркиз де Вервен
- Клод-Франсуаза-Анжелика (1615—?), маркиза д'Эн. Муж 1) (9.08.1632): Анри дю Шатле-Лоррен (ум. 1648), маркиз де Тришатьо; 2) (1654): Александр-Андре де Редон де Дрё, маркиз де Франсак и де Монфор